# Dotzena legislatura de la Catalunya autonòmica
La dotzena legislatura de la Catalunya autonòmica és la legislatura que va sorgir de les eleccions celebrades el 21 de desembre de 2017, imposades pel govern espanyol en el marc de l'aplicació de l'article 155 de la Constitució Espanyola. Es va constituir el 17 de gener de 2018, i Roger Torrent en sortí escollit president del Parlament.
Durant la legislatura, el govern va aprovar 32 lleis, entre les quals, la llei de ports, la d'ordenació del litoral, la de l'Agència de la Natura, la de facilitació econòmica i la de promoció d’àrees urbanes; a més d'aprovar decrets per la limitació dels desnonaments durant la pandèmia de la COVID-19 i la limitació dels preus dels lloguers. La Llei de cambres, prevista per a aquesta legislatura, no es va poder aprovar per diferències polítiques.

## Eleccions
Les eleccions al Parlament de Catalunya corresponents a la XII legislatura es van celebrar el 21 de desembre de l'any 2017, imposades pel president del govern espanyol Mariano Rajoy el 27 d'octubre de 2017 dins del marc de l'aplicació de l'article 155 de la Constitució Espanyola, poc temps després que el Parlament de Catalunya declarés la independència. La data de les eleccions coincidí en dia laborable, un dijous. Aquest fet no passava des de les eleccions de 1980. Arran d'aquesta coincidència de data i per a garantir la disposició de col·legis electorals, el Govern d'Espanya decretà dia no lectiu per facilitar la realització d'aquestes eleccions.
A les eleccions celebrades el 27 de setembre de 2015, sobre un cens de 5.510.853 persones, va haver-hi una participació del 74,95%:
- JxSí: 62 escons (39,59%) - [61 escons des del 6 de juny 2017 al passar el diputat Germà Gordó a ser diputat no adscrit][6]
  - CDC: 28 escons
  - ERC: 20 escons
  - Independents: 11 escons
  - Demòcrates de Catalunya: 1 escó
  - MES: 1 escó
- Cs: 25 escons (17,90%)
- PSC: 16 escons (12,72%)
- CSQP: 11 escons (8,94%)
  - ICV: 4 escons
  - Podem: 4 escons
  - Independents: 2 escons
  - EUiA: 1 escó
- PP: 11 escons (8,49%)
- CUP: 10 escons (8,21%)

La candidatura de Ciutadans fou la primera força en escons i en vots per primera vegada en la seva història, en unes eleccions amb una participació rècord de quasi el 82% del cens. Tanmateix, el bloc republicà format per Junts per Catalunya, Esquerra Republicana de Catalunya i la Candidatura d'Unitat Popular va renovar la majoria parlamentària amb un total de 70 diputats i va augmentar en nombre de vots. El Partit dels Socialistes de Catalunya va millorar lleugerament els resultats de les anteriors eleccions per primera vegada des de 1999. La coalició Catalunya en Comú va perdre escons i vots respecte l'anterior Catalunya Sí que es Pot. El Partit Popular de Catalunya va obtenir els pitjors resultats de la seva història amb tan sols 4 diputats.
El 17 de gener de 2018, va ser el dia que es va constituir la XII legislatura i se'n van elegir els membres de la mesa per votació individual i secreta. Després d'elegir el president, es van elegir les vicepresidències i finalment les secretaries.
| Càrrec | Titular                        | Partit    |
| --- | ------------------------------ | --------- |
| Presidència | Roger Torrent i Ramió          | ERC       |
| Vicepresidència primera | Josep Costa i Rosselló         | JxCat     |
| Vicepresidència segona | Joan García González           | Ciutadans |
| Secretaria primera | Eusebi Campdepadrós i Pucurull | JxCat     |
| Secretaria segona | David Pérez i Ibáñez           | PSC       |
| Secretaria tercera | Laura Vílchez Sánchez          | Ciutadans |
| Secretaria quarta | Rut Ribas i Martí              | ERC       |
| Rut Ribas va assumir el càrrec en substitució d'Adriana Delgado, que alhora era la substituta d'Alba Vergés quan va assolir el càrrec de consellera del Departament de Salut. Laura Vílchez va substituir José María Espejo-Saavedra quan va renunciar a l'escó per assumir l'acta de diputat al Congrés dels Diputats. |                                |           |

## Elecció del President
El candidat inicial a presidir la Generalitat de Catalunya era Carles Puigdemont, però degut a la seva situació judicial i d'exili el Tribunal Constitucional va prohibir-ne la seva candidatura. Davant aquesta situació el grup parlamentari de Junts per Catalunya va proposar la candidatura de Jordi Sànchez i Picanyol, en aquell moment, i fins avui en presó. Fet que va propiciar que la investidura del President es posposés del 29 de gener de 2018 (que havia de ser inicialment) fins al 14 de maig de 2018. En un segon intent per intentar investir Carles Puigdemont, es va desistir i es va optar per l'exconseller de Presidència Jordi Turull i Negre.
El 21 de març de 2018 Roger Torrent, president del Parlament de Catalunya convocà sessió plenària pel dia següent (22 de març) per a la investidura del candidat Turull. En aquella sessió per tal de ser investit president, havia d'obtenir 68 vots favorables dels 135 diputats (majoria absoluta), si no era així 48 hores després es tornaria a convocar un ple, i en aquest cas, el candidat si pot ser elegit per majoria simple (més vots favorables que en contra). Tanmateix, l'endemà de la sessió d'investidura fallida, el jutge Pablo Llarena envià a Jordi Turull a presó juntament amb els seus excompanys Josep Rull, Carme Forcadell, Dolors Bassa i Raül Romeva. D'aquesta manera no es va poder celebrar la segona sessió d'investidura.

### Primera volta Jordi Turull
| Candidat | Data                                                    | Vot   |    |    |    |    |   |   |   | Total    |
| --- | ------------------------------------------------------- | ----- | -- | -- | -- | -- | - | - | - | -------- |
| Jordi Turull i Negre (JxCat) | 22 de març de 2018 Majoria absoluta necessària (68/135) | Sí    |    | 33 | 31 |    |   |   |   | 64 / 135 |
| Jordi Turull i Negre (JxCat) | 22 de març de 2018 Majoria absoluta necessària (68/135) | No    | 36 |    |    | 17 | 8 |   | 4 | 65 / 135 |
| Jordi Turull i Negre (JxCat) | 22 de març de 2018 Majoria absoluta necessària (68/135) | Abst. |    |    |    |    |   | 4 |   | 4 / 135  |
| El diputat de JXCat (Carles Puigdemont) i el diputat d'ERC (Antoni Comín) no van poder votar degut a la seva situació d'exili. Els diputats en presó provisional Jordi Sánchez i Oriol Junqueras van delegar el seu vot als seus companys de partit: Jordi Turull i Marta Rovira, respectivament. |                                                         |       |    |    |    |    |   |   |   |          |

No serà fins al 10 de maig de 2018 a la tarda quan Carles Puigdemont anuncia la candidatura de Quim Torra com a President. I el President del Parlament Roger Torrent convoca el ple per la sessió d'investidura pel 12 de maig de 2018 i per la segona volta el 14 de maig de 2018 dia en el qual sortirà elegit com a 131è President de la Generalitat de Catalunya.

### Primera i segona volta Quim Torra
| Candidat                    | Data                                                                          | Vot   |    |    |    |    |   |   |   | Total    |
| --------------------------- | ----------------------------------------------------------------------------- | ----- | -- | -- | -- | -- | - | - | - | -------- |
| Joaquim Torra i Pla (JxCat) | 12 de maig de 2018 Majoria absoluta necessària (68/135)                       | Sí    |    | 34 | 32 |    |   |   |   | 66 / 135 |
| Joaquim Torra i Pla (JxCat) | 12 de maig de 2018 Majoria absoluta necessària (68/135)                       | No    | 36 |    |    | 17 | 8 |   | 4 | 65 / 135 |
| Joaquim Torra i Pla (JxCat) | 12 de maig de 2018 Majoria absoluta necessària (68/135)                       | Abst. |    |    |    |    |   | 4 |   | 4 / 135  |
| Joaquim Torra i Pla (JxCat) |                                                                               |       |    |    |    |    |   |   |   |          |
| Joaquim Torra i Pla (JxCat) | 14 de maig de 2018 Majoria simple necessària (més vots a favor que en contra) | Sí    |    | 34 | 32 |    |   |   |   | 66 / 135 |
| Joaquim Torra i Pla (JxCat) | 14 de maig de 2018 Majoria simple necessària (més vots a favor que en contra) | No    | 36 |    |    | 17 | 8 |   | 4 | 65 / 135 |
| Joaquim Torra i Pla (JxCat) | 14 de maig de 2018 Majoria simple necessària (més vots a favor que en contra) | Abst. |    |    |    |    |   | 4 |   | 4 / 135  |

## Moció de censura
| Candidata i proponent | Data                                                      | Vot  |    |    |    |    |   |   |   | Total    |
| --------------------- | --------------------------------------------------------- | ---- | -- | -- | -- | -- | - | - | - | -------- |
| Lorena Roldán         | 7 d'octubre de 2019 Majoria necessària: absoluta (68/135) | Sí   | 36 |    |    |    |   |   | 4 | 40 / 135 |
| Lorena Roldán         | 7 d'octubre de 2019 Majoria necessària: absoluta (68/135) | No   |    | 33 | 31 |    | 8 | 4 |   | 76 / 135 |
| Lorena Roldán         | 7 d'octubre de 2019 Majoria necessària: absoluta (68/135) | Abs. |    |    |    | 17 |   |   |   | 17 / 135 |

## Evolució
El debat sobre com aplicar la suspensió dels vuits diputats empresonats i exiliats va dividir els grups parlamentaris de Junts per Catalunya i Esquerra Republicana, les desavinances entre els quals van provocar la suspensió de dos plens el juliol i a l'octubre de 2018. Després de la suspensió de Llarena, la Mesa del Parlament va retirar als vuits diputats la possibilitat de delegat el vot, cosa que va portar a Carles Puigdemont a denunciar vulneració de drets al Tribunal Constitucional.
La resposta a la sentència del judici al procés independentista català, publicada el 14 d'octubre de 2019, i la mesa de diàleg amb el govern de Pedro Sánchez van marcar els debats en aquesta legislatura. Durant la campanya electoral de les eleccions generals espanyoles d'abril de 2019, Quim Torra va situar un llaç groc i una pancarta per la llibertat dels presos polítics al Palau de la Generalitat, cosa que va derivar en un judici al Tribunal Superior de Justícia de Catalunya i a la inhabilitació del president de la Generalitat el setembre de 2020. Abans que arribés la inhabilitació per part del Suprem, el gener de 2020, la Junta Electoral Central va retirar l'escó a Quim Torra, cosa que va acatar el president del Parlament Roger Torrent. Torra, arran d'aquest fet, va afirmar: «Aquesta legislatura no té més recorregut polític i ha arribat al seu final». Tot i l'anunci del president de la fi de la legislatura, l'esclat de la pandèmia de la COVID-19 va fer allargar la legislatura fins a finals d'any, quan la inhabilitació de Torra va fer inevitable mantenir el govern.
Per fer front a la crisi de l'habitatge a Catalunya, el govern va legislar el Decret-llei 9/2019, del 21 de maig, de mesures urgents en matèria de contenció de rendes en els contractes d’arrendament d’habitatge i de modificació del llibre cinquè del Codi civil de Catalunya en l’àmbit de la penyora, però fou tombat pel Parlament el 26 de juny de 2019.
El debat sobre gestió de la pandèmia de COVID-19 va centrar els darrers mesos de la legislatura. El 24 d’abril el ple del Parlament, amb el suport de JxCat i ERC i l'abstenció de CatECP, va aprovar els pressupostos de la Generalitat per al 2020.
El Sindicat de Llogateres va presentar el 15 de juliol de 2020 un projecte de llei al Parlament de Catalunya per a regular els preu dels lloguers residencials. La proposta va tenir el suport de Junts per Catalunya (Junts), Esquerra Republicana de Catalunya (ERC), Catalunya en Comú (Comuns), Podem, la Candidatura d'Unitat Popular, i Junts va presentar-hi vuit esmenes, i la llei va ser aprovada el 9 de setembre de 2020 després de la retirada de les esmenes de Junts per Catalunya, amb 71 vots a favor (Junts, ERC, Comuns i CUP) i 63 en contra (Ciutadans, Partit dels Socialistes de Catalunya - Units per Avançar (PSC), Partit Popular, PDeCAT i Demòcrates de Catalunya). En març de 2022 el [[Tribunal Constitucional d'Espanya]] va declarar inconstitucional el límit de preu del lloguer per als contractes nous de la llei catalana de 2020
El 3 de setembre de 2020 Torra va destituir els consellers Miquel Buch, Àngels Chacón i Mariàngela Vilallonga. La inhabilitació de Torra el 28 de setembre va fer que el vicepresident Pere Aragonès assumís algunes funcions de la presidència de la Generalitat. El 21 de desembre es va firmar el decret de convocatòria de les eleccions.